# (9538) 1982 UM2
A (9538) 1982 UM2 a Naprendszer kisbolygóövében található aszteroida. Antonín Mrkos fedezte fel 1982. október 20-án.